# Julio Ricardo Amaya
Julio Ricardo Amaya (Aguilares, Tucumán, 11 de diciembre de 1976) es un exfutbolista argentino que jugaba como defensor.

## Trayectoria

### Jorge Newbery
Amaya se formó y debutó en Jorge Newbery, donde se inició disputando la Liga Tucumana.

### Ñuñorco
En el 2001 pasó a Ñuñorco. En el año 2002 fue subcampeón del Argentino A y se quedó al borde del ascenso a la B Nacional, en una de las mejores campañas del club de Monteros. Jugó en el club hasta el 2003.

### Atlético Tucumán
Hijo del histórico jugador Juan Jorge Amaya, y portador de su nombre en honor a Julio Ricardo Villa, Amaya llegó a Atlético Tucumán en el año 2003. Disputó una temporada en el club.

### Concepción
En 2004 llegó a Concepción y jugó hasta 2005. En 2011 volvió al club para tener su segunda etapa.

### Atlético Policial
En 2006 se unió a Atlético Policial. Jugó un año en el equipo catamarqueño.

### Famaillá
En 2007 volvió a Tucumán y se sumó a Famaillá. En su primer año obtuvo el ascenso al Argentino B, al derrotar a Sarmiento, en el partido por la promoción. Jugó en el club hasta el 2008.

### Sportivo Guzmán
En 2009 llegó a Sportivo Guzmán. Con el equipo de Villa 9 de Julio se coronó campeón de la Liga Tucumana en 2011.

### Amalia
En 2013 llegó a Amalia. En el club del sur de San Miguel de Tucumán jugó hasta el 2016.

### Deportivo Aguilares
En 2017 volvió a su ciudad natal y se sumó a Deportivo Aguilares. Con el celeste se coronó campeón del Federal C y obtuvo el ascenso al Federal B.

## Clubes
| Club                | País      |
| ------------------- | --------- |
| Jorge Newbery       | Argentina |
| Ñuñorco             | Argentina |
| Atlético Tucumán    | Argentina |
| Concepción          | Argentina |
| Atlético Policial   | Argentina |
| Famaillá            | Argentina |
| Sportivo Guzmán     | Argentina |
| Amalia              | Argentina |
| Deportivo Aguilares | Argentina |

## Palmarés
| Título        | Equipo              | País      | Año  |
| ------------- | ------------------- | --------- | ---- |
| Liga Tucumana | Sportivo Guzmán     | Argentina | 2011 |
| Federal C     | Deportivo Aguilares | Argentina | 2017 |